# 近鉄天理線
天理線（てんりせん）は、奈良県大和郡山市の平端駅から奈良県天理市の天理駅までを結ぶ近畿日本鉄道（近鉄）の鉄道路線。
ICカードPiTaPa・ICOCA・Suicaなど全国相互利用乗車カードが使用できる。また、以前はスルッとKANSAI対応カードおよびJスルーカードにも対応していた。
当項目では、かつて奈良県生駒郡斑鳩町の近畿日本法隆寺駅から平端駅を結んでいた法隆寺線（ほうりゅうじせん）についても扱う。

## 路線データ
- 路線距離（営業キロ）：4.5 km
- 軌間：1,435 mm （標準軌）
- 駅数：4駅（起終点駅含む）
- 複線区間：全線
- 電化区間：全線電化（直流1,500 V）
- 閉塞方式：自動閉塞式
- 最高速度：90 km/h[1]

全線が、大阪統括部（旧 上本町営業局）の管轄である。

## 運行形態
線内折り返し列車のほか、橿原線・京都線・奈良線（2025年2月22日ダイヤ変更より）直通の急行・普通も運転されている。急行・普通とも線内は各駅に停車する。
2025年2月22日のダイヤ変更以降は、全日とも初発以降ほとんどの時間帯で1時間あたり4本が運転される。基本は線内折り返しの普通だが、橿原線直通の急行・普通もその中に含まれている。普通は従来大和西大寺駅までの運行であったものが、2012年3月20日のダイヤ変更より時刻表上も一部列車が京都駅に直通するようになった（それまでも大和西大寺駅で列車番号を変更し、実質直通列車となっている例もあった）。
奈良線との直通の定期列車は、1970年の近鉄難波駅開業までは上本町駅（当時の奈良線列車の始発駅・終着駅）へ、それ以降1972年までは近鉄難波駅へ直通する準急が朝夕を中心に設定されていた（天理線内は各駅停車）。その後は途絶えていたが、2025年2月22日からのダイヤ変更で、平日朝に大阪難波駅 - 天理駅間の急行が1往復、土・休日夕方に急行天理発大阪難波行きが設定され、53年ぶりに奈良線との直通列車が復活することとなった。ただし、駅や時刻表では案内はなされていないが、実際には後述の『臨時列車』の節にもある通り、途絶えていた間も大和西大寺駅発着の中には同駅で種別変更して奈良線と直通している定期列車も僅かながら運行され続けていた。
| 種別＼駅名 | 種別＼駅名 | 西大寺 | …     | 平端 | 平端 | …   | 天理 | 天理 |     |
| ---------- | ---------- | ------ | ----- | ---- | ---- | --- | ---- | ---- | --- |
| 運行範囲   | 普通       | 1本    | 1本   | 1本  | 1本  | 1本 | 1本  | 1本  | 1本 |
| 運行範囲   | 普通       |        | 2-3本 |      |      |     |      |      |     |

### 臨時列車
天理教祭典日（毎月26日）または本部行事開催日には、2021年7月3日ダイヤ変更時点では京都駅発着の臨時特急、大阪難波駅または京都駅、大和西大寺駅発着の臨時急行、平端駅発着の臨時普通が運行される。
またこれらとは別に、朝の五十鈴川発と、五十鈴川行き及び名張行きの臨時列車が運行されており、名古屋線各駅とは名阪乙特急と連絡するこの臨時列車の利用を推奨している。この3本は建前上は団体専用列車扱いのため一般客の乗車はできないことになっているが、帰参者であれば利用可能としている。停車駅は以下の通りである。
五十鈴川駅発着：宇治山田駅、伊勢市駅、宮町駅、明星駅、松阪駅、伊勢中川駅、榊原温泉口駅、大和八木駅（五十鈴川駅発のみ停車。名阪乙特急から連絡）
名張行き：大和八木駅（名阪乙特急に連絡）、榛原駅
いずれも天理線内は無停車だが、平端駅では方向転換のため運転停車は行う。また、五十鈴川駅発着列車は特急停車駅でない宮町駅、明星駅にも停車する。
2020年3月14日ダイヤ変更前までは近鉄名古屋駅発着の臨時特急（近鉄のウェブサイトには掲載されず、建前上は団体専用列車扱い。大和八木駅 - 近鉄名古屋駅間は名阪乙特急に併結）もあった。また、阪神本線神戸三宮駅発着の臨時急行（天理行きは平日のみ、天理発は土曜・休日のみ）が運行されることがあったが、2021年7月3日ダイヤ変更後は定期列車となっている（天理行きは平日、天理発は土曜・休日のみ。いずれも運転形態は臨時列車時代を踏襲し、時刻表上は大和西大寺駅 - 天理駅間の定期急行列車として設定される）。
大晦日から元旦にかけて行われる終夜運転（2020年は実施せず）は、現在では線内折り返しの普通をおおむね30分間隔（橿原線の終夜運転列車との連絡が多い）で運行する形態となっている。時刻については近鉄の公式ホームページでも公表されている。
2022年4月1日には天理線電化100周年を記念して大阪上本町発天理行き臨時急行が1本運転された。

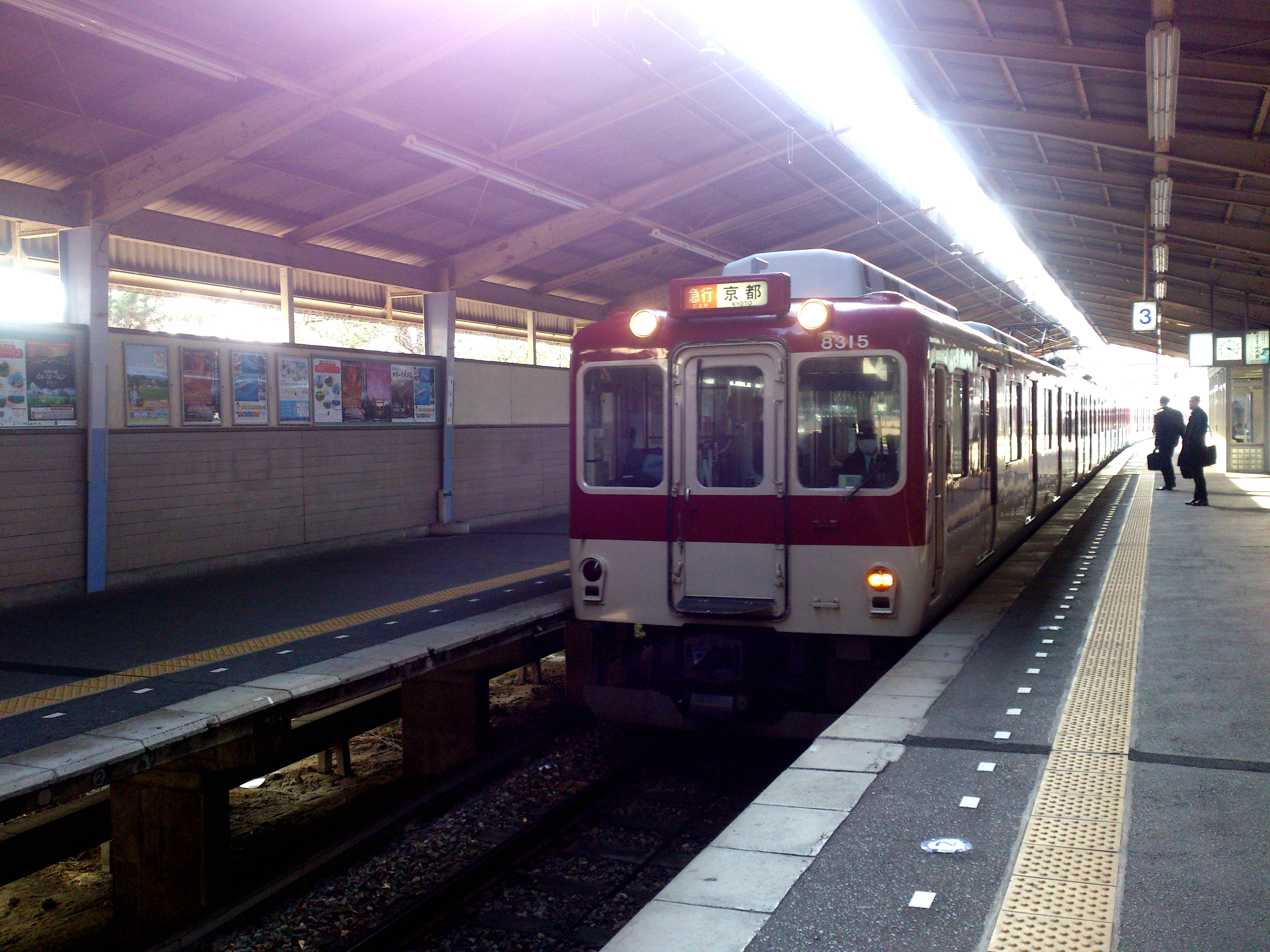
天理駅に乗り入れる京都行きの急行電車
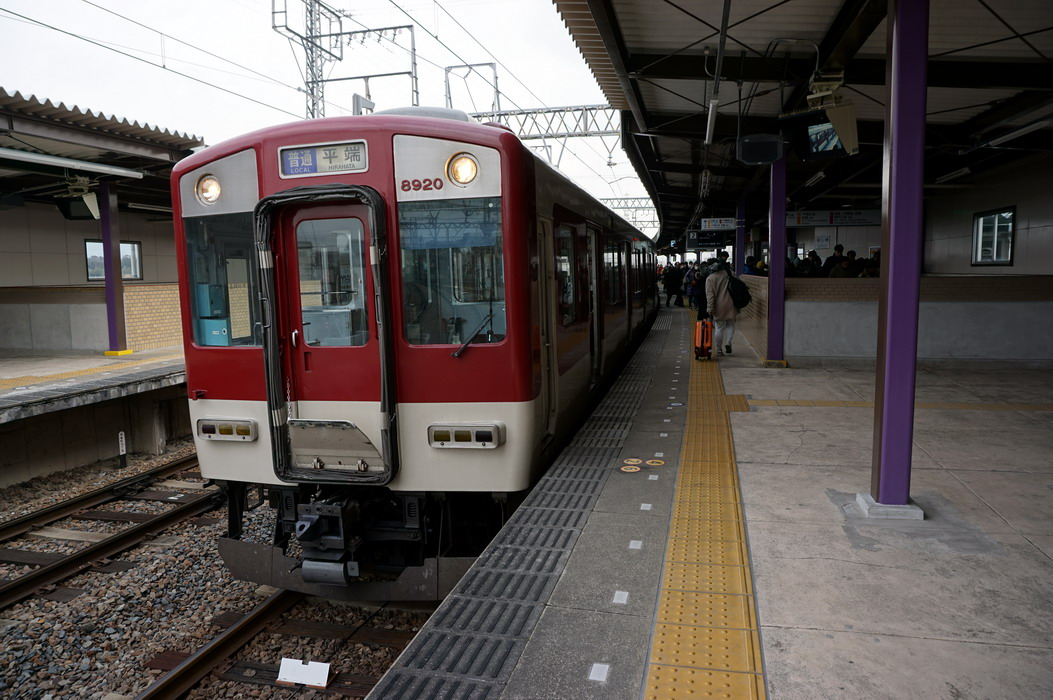
天理線内折り返し電車（平端にて）

## 車両
橿原線との直通列車が多いため、奈良線・京都線と同じく西大寺検車区の車両が運行されている。
京都市営地下鉄烏丸線対応の3200系、3220系などの6両単独編成も使用される。
急行列車は6両編成（一部列車は4両）。普通列車は大半が4両編成であるが、早朝深夜には奈良線系統唯一の存在である2両編成も1往復設定されているほか、線内折り返し列車には6両編成も存在する。特に天理教祭礼時の臨時ダイヤではその割合が増加するが、列車自体は大和西大寺発着で大和西大寺 - 平端間を回送列車として運行されるものもある。

## 歴史
天理軽便鉄道が軌間762 mmで新法隆寺駅（後の近畿日本法隆寺駅） - 天理駅間を1915年（大正4年）に開業させたのが始まり。新法隆寺駅は国有鉄道関西本線法隆寺駅の近くにあり、同線と連絡して大阪方面と天理を結んでいた。
1921年（大正10年）、天理軽便鉄道の買収が橿原へ向かう新線（畝傍線、後の近鉄橿原線）への免許条件となっていたため、大阪電気軌道（大軌）によって買収され、この際に天理線の名が付けられる。大阪方面から天理への乗客が、行きは天理軽便鉄道を利用しても帰りは桜井線・関西本線を使用して奈良に寄る者が多かったことから乗客数が余り伸びず、また1920年（大正9年）に政府からの補助金が打ち切りとなったことから、天理軽便鉄道としてもこの買収は望む話であり、自ら買収を要請している。そして、翌1922年（大正11年）に平端駅 - 天理駅間の電化と標準軌への改軌が行われ、大軌畝傍線が平端駅まで開通すると同時に、上本町駅 - 天理駅間に直通列車が走るようになった。
一方で、天理線の電化・改軌の際に新法隆寺駅 - 平端駅間は法隆寺線として分離され、最後まで軌間762 mmの非電化路線のまま、1945年（昭和20年）に休止後、廃止された。
- 1915年（大正4年）2月7日：天理軽便鉄道が新法隆寺駅（後の近畿日本法隆寺駅） - 天理駅間開業[14]。蒸気動力[15]。
- 1916年（大正5年）3月10日：安堵駅開業[16]。
- 1921年（大正10年）1月1日：大阪電気軌道に買収。全線を天理線とする[15]。
- 1922年（大正11年）4月1日：額田部駅 - 二階堂駅間に平端駅開業。新法隆寺駅 - 平端駅間を法隆寺線、平端駅 - 天理駅間を天理線とする[15]。天理線を畝傍線（現在の橿原線）平端駅に接続。平端駅 - 天理駅間を標準軌に改軌、電化[15]。
- 1927年 - 1929年頃：安堵駅を大和安堵駅に改称[16]。
- 1928年（昭和3年）
  - 5月30日：法隆寺線、ガソリン動力併用認可を受ける。
  - 7月1日：法隆寺線 新法隆寺駅を大軌法隆寺駅に改称[17][16]。小型ガソリンカーを導入[15]。
- 1932年（昭和7年）7月29日：法隆寺線 大軌法隆寺駅移転、0.2km短縮[17][18][16]。
- 1941年（昭和16年）3月15日：法隆寺線 大軌法隆寺駅を関急法隆寺駅に改称[16]。
- 1944年（昭和19年）6月1日：法隆寺線 関急法隆寺駅を近畿日本法隆寺駅に改称[16]。
- 1945年（昭和20年）2月11日：法隆寺線 近畿日本法隆寺駅 - 平端駅間が休止[18]。
- 1952年（昭和27年）4月1日：休止中の法隆寺線が廃止[18]。
- 1964年（昭和39年）10月30日：天理駅移転、0.2 km短縮[19]。
- 1968年（昭和43年）10月10日：ATS使用開始[20]。
- 1969年（昭和44年）9月21日：架線電圧を600 Vから1,500 Vに昇圧[21]。
- 1973年（昭和48年）9月20日：建築限界拡大工事竣工。これに伴い平端駅の天理線・橿原線ホームを分離。
- 1988年（昭和63年）6月27日：全線複線化[22]。
- 1992年（平成4年）12月20日：列車運行管理システム（KOSMOS）稼働開始[23]。
- 2000年（平成12年）3月21日：ご乗降確認システム（フェアシステムK）[注釈 5]稼働開始[24]。
- 2001年（平成13年）
  - 2月1日：各駅でスルッとKANSAI対応カードの取り扱い開始。
  - 10月14日：各駅でJスルーカードの取り扱い開始。
- 2007年（平成19年）4月1日：各駅でPiTaPa・ICOCAの取り扱い開始。
- 2009年（平成21年）3月1日：Jスルーカードの自動改札機・のりこし精算機での取り扱いを終了[25]。

## 駅一覧
- 全駅奈良県内に所在。
- 急行・普通列車ともに天理線内は各駅に停車。
- 天理教の祭事が行われる時の臨時特急に関しては、近鉄特急を参照。

| 駅番号 | 駅名     | 駅間キロ | 営業キロ | 接続路線                                                 | 所在地     |
| ------ | -------- | -------- | -------- | -------------------------------------------------------- | ---------- |
| H32    | 平端駅   | -        | 0.0      | 近畿日本鉄道：B 橿原線 (B32)（京都線京都駅まで直通運転） | 大和郡山市 |
| H33    | 二階堂駅 | 1.3      | 1.3      |                                                          | 天理市     |
| H34    | 前栽駅   | 1.9      | 3.2      |                                                          | 天理市     |
| H35    | 天理駅   | 1.3      | 4.5      | 西日本旅客鉄道： 桜井線（万葉まほろば線）                | 天理市     |

1. ↑  天理教の祭事が行われるときの急行は、難波線大阪難波駅へも直通する。さらに阪神本線神戸三宮駅発が運行されることがある。

- 起終点の平端駅、天理駅以外の途中駅は全て無人駅。

### 法隆寺線
- 1952年（昭和27年）4月1日廃止。
- 駅名、接続路線、所在地は廃止時のもの。
  - 日本国有鉄道は現在の西日本旅客鉄道。
  - 安堵村は現在の安堵町。

| 駅名             | 駅間キロ | 営業キロ | 接続路線                     | 所在地     | 所在地     |
| ---------------- | -------- | -------- | ---------------------------- | ---------- | ---------- |
| 近畿日本法隆寺駅 | -        | 0.0      | 日本国有鉄道：関西本線       | 生駒郡     | 斑鳩町     |
| 大和安堵駅       | 1.6      | 1.6      |                              | 生駒郡     | 安堵村     |
| 額田部駅         | 2.2      | 3.8      |                              | 大和郡山市 | 大和郡山市 |
| 平端駅           | 0.3      | 4.1      | 近畿日本鉄道：橿原線・天理線 | 大和郡山市 | 大和郡山市 |